# Chiese di Rovereto
Questa voce include tutte le chiese cristiane situate entro i confini del comune di Rovereto, in provincia autonoma di Trento.
La lista raccoglie oltre trenta chiese consacrate (sebbene non tutte officiate regolarmente), a cui si aggiungono una decina di cappelle ed alcuni edifici sconsacrati. Gli edifici di culto consacrati appartengono tutti alla confessione cattolica e fanno parte dell'arcidiocesi di Trento, fatta eccezione per la chiesa dei Santi Michele e Gabriele, tenuta dalla comunità ortodossa russa.

## Chiese
| Esterno | Interno | Nome                                                                           | Periodo storico                                       | Ubicazione                                                               | Informazioni |
| ------- | ------- | ------------------------------------------------------------------------------ | ----------------------------------------------------- | ------------------------------------------------------------------------ | --- |
|         |         | Chiesa dell'Addolorata                                                         | XVIII secolo                                          | Marco, via II novembre 45°50′35.61″N 11°00′27.73″E                       | Costruita nel 1725-30 per volontà testamentaria di tal Francesca Chiusole, della famiglia Perottoni; passata nel 1837 alla famiglia Rosmini, e donata nel 1906 alla curazia di Marco, la struttura venne danneggiata (e poi restaurata) dai bombardamenti durante entrambi i conflitti mondiali. |
|         |         | Chiesa di Sant'Antonio                                                         | Citata XII secolo                                     | Lizzanella, corso Verona 45°52′30.7″N 11°02′01.63″E                      | Parrocchiale. Una prima cappella, eretta probabilmente nel corso del XII secolo, è citata nel 1185; questa venne ampliata nel 1459, poi ancora prima del 1708, una terza volta tra il 1765 e 1768 e infine nel 1822-30, quando la chiesa viene portata alle forme attuali. |
|         |         | Chiesa di Sant'Antonio Abate                                                   | XVIII secolo                                          | Località Fucine di Noriglio 45°52′13.08″N 11°05′27.08″E                  | Costruita nel 1720-28, dedicata ai santi Antonio abate e Domenico. La chiesetta venne gravemente danneggiata da una piena del torrente Leno nel 1882, che la sommerse di detriti; le riparazioni si conclusero nel 1884. Durante la prima guerra mondiale venne requisita dall'esercito austriaco e adibita a magazzino di materiale bellico. Dopo la seconda guerra mondiale la chiesa venne abbandonata e cadde in degrado; a seguito dell'abbandono dell'intera zona nel 1966, un vandalo fece saltare in aria quasi totalmente la chiesetta con una carica di tritolo nel tentativo di rubare l'acquasantiera. L'edificio venne riparato nel 1995-99. |
|         |         | Chiesa di San Biagio                                                           | XVII secolo                                           | Rovereto, viale dei Colli 45°53′28.05″N 11°03′00.94″E                    | Chiesa privata, costruita tra il 1656 e il 1691; venne custodita da eremiti tra il 1682 fino al 1782, quando l'istituzione degli eremiti venne soppressa per ordine imperiale. L'edificio venne restaurato nel 1900, poi lievemente danneggiato durante la prima guerra mondiale. |
|         |         | Chiesa di San Carlo Borromeo                                                   | Fondata XVI secolo, edificio odierno XVII secolo      | Rovereto, piazza Damiano Chiesa 45°53′16.24″N 11°02′35.44″E              | Una prima chiesa sul luogo, dedicata a Santa Maria del Giglio, sorse verso il 1545; l'edificio venne abbattuto e riedificato nel 1618-19 per volontà di Paolo Trentini, e la nuova chiesa venne dedicata a san Carlo Borromeo. Nel 1640 l'edificio venne acquistato dalle clarisse, che nel 1647 vi fecero costruire appresso un convento, soppresso dalle disposizioni giuseppine nel 1782. La chiesa, degradata, venne in parte ricostruita nel 1845-46. |
|         |         | Chiesa di Santa Caterina                                                       | Fondata XVI secolo, edificio odierno XVII secolo      | Rovereto, borgo Santa Caterina 45°53′22.95″N 11°02′20.8″E                | Parrocchiale. Costruita tra il 1500 e il 1504, ereditando l'intitolazione da una chiesa di Santa Caterina citata nel 1470, e demolita nel 1488 per ampliare la cinta muraria della città. La chiesa nuova, dapprima affidata alla suore benedettine, passò ai padri cappuccini nel 1575, i quali la fecero ricostruire tra il 1621 e il 1636, dedicandola a San Francesco e Santa Caterina. L'edificio venne danneggiato -e quindi restaurato- durante la prima e la seconda guerra mondiale. |
|         |         | Chiesa di Santa Croce                                                          | XX secolo                                             | Rovereto, via Benacense 45°52′49.82″N 11°02′08.02″E                      | Costruita nel 1956-63 presso il luogo dove sorgeva una cappella cimiteriale distrutta dai bombardamenti della seconda guerra mondiale; venne ampliata nel 1987-88 con l'aggiunta dei corpi laterali. È stata parrocchiale dal 1972 fino al 2003, allorché la sede è stata accorpata a quella di Santa Maria del Carmine. |
|         |         | Chiesa di San Floriano                                                         | Citata XII secolo                                     | Lizzana, largo San Floriano 45°51′57.9″N 11°02′02.46″E                   | Parrocchiale. Antica chiesa pievana documentata dal 1197, ampliata nel 1650-52 e ancora nel 1811-14. |
|         |         | Chiesa di San Giorgio                                                          | XX secolo                                             | San Giorgio, piazzale San Giorgio 45°53′47.91″N 11°01′48.06″E            | Parrocchiale. Costruita nel 1995-2000 come parte di un più ampio complesso includente sagrestia, oratorio, canonica e altri ambienti, è andata a sostituire la precedente chiesa omonima, situata poco lontano (che venne reintitolata alla Madonna Pellegrina). |
|         |         | Chiesa di San Giovanni Battista                                                | Fondata XIII secolo, edificio odierno XVII secolo     | Borgo Sacco, via Fedrigotti 45°53′02.36″N 11°01′13.62″E                  | Parrocchiale. Una prima cappella venne costruita nel XIII secolo, entro il 1240, e venne ampliata nel 1546. Nel 1646-48 venne aggiunta una cappella laterale dedicata all'Addolorata, che fu l'unico elemento a venire risparmiato dalla totale ricostruzione dell'edificio avvenuta tra il 1649 e il 1656 (con la sagrestia aggiunta entro il 1668). Un ulteriore ampliamento della nuova chiesa si ebbe nel 1754-55, con il prolungamento verso ovest di una campata. Bombardamenti durante la prima guerra mondiale causarono il parziale crollo della volta del presbiterio, riparata a fine conflitto. |
|         |         | Chiesa di San Giuseppe                                                         | XX secolo                                             | Rovereto, via Comel 45°54′15.39″N 11°02′31.12″E                          | Parrocchiale. Costruita nel 1995-97, incorporata in un grande complesso edilizio ad uso civico. |
|         |         | Chiesa di San Giuseppe                                                         | XVIII secolo                                          | Toldi 45°53′54.3″N 11°03′43.91″E                                         | Costruita a partire dal 1745, venne benedetta nel 1758, a lavori ancora in corso (che a causa di rallentamenti vennero terminati solo dopo 1798). |
|         |         | Chiesa di Sant'Ignazio                                                         | XVIII secolo                                          | Mori Stazione, località "alla Favorita" 45°51′45.85″N 11°00′02.72″E      | Costruita dalla famiglia Betta nel 1750; dal 2020 è di proprietà dell'Istituto Mater Boni Consilii. |
|         |         | Chiesa di Sant'Ilario                                                          | XX secolo                                             | Sant'Ilario, via Nazionale 45°54′40.22″N 11°02′31.18″E                   | Costruita tra il 1908 e il 1912 come parte del complesso educativo "Istituto Provinciale per la gioventù di Sant'Ilario". |
|         |         | Santuario della Madonna del Monte                                              | XVII secolo                                           | Rovereto, via Madonna del Monte 45°52′45.5″N 11°02′27.78″E               | Costruito fra il 1602 e il 1607, sul luogo di una preesistente edicola votiva considerata miracolosa; nel 1635-40 venne affiancata da un romitorio. Nel 1751 venne rifatta la facciata. Il santuario subì gravi danni -e venne quindi restaurato- durante entrambi i conflitti mondiali. |
|         |         | Chiesa della Madonna Pellegrina                                                | Fondata XIII secolo, edificio odierno XIX secolo      | San Giorgio, via Balista 45°53′46.18″N 11°01′47″E                        | Una prima chiesa, dedicata a san Giorgio, venne costruita tra il 1250 e il 1301, ed entro l'Ottocento era caduta in abbandono. L'edificio venne quindi ricostruito nel 1800-05. Fu parrocchiale dal 1969 fino al 2012, anno in cui venne costruita la nuova chiesa di San Giorgio e questa venne reintitolata alla Madonna Pellegrina. |
|         |         | Chiesa di San Marco                                                            | XV secolo                                             | Rovereto, piazza San Marco 45°53′19.2″N 11°02′44.21″E                    | Parrocchiale. Costruita tra il 1446 e il 1462, venne elevata ad arcipretura nel 1582 e quindi ampliata tra il 1587 e il 1603 con la costruzione del presbiterio, dell'abside e della sagrestia. Nel 1613 venne completata la facciata, e tra il 1650 e il 1667 venne rialzata la navata, e fabbricata la volta (poi rifatta nel 1736-37). Nel 1834-35 vennero aggiunte due cappelle sul lato sinistro, dedicate a san Vigilio e a san Girolamo. La chiesa venne sottoposta a restauro nel 1920-29 a causa di danni subiti durante la prima guerra mondiale, e nel 1949-50 venne rifatta la facciata. |
|         |         | Chiesa di San Marco                                                            | Fondata XII secolo, edificio odierno XX secolo        | Marco, via II novembre 45°50′31.22″N 11°00′26.97″E                       | Parrocchiale. Una prima cappella venne costruita probabilmente nel XII secolo, ed è citata nel 1180; essa venne probabilmente ricostruita più grande verso il 1470. Questo secondo edificio venne considerevolmente ampliato, se non addirittura ricostruito, tra il 1765 e il 1768; nel 1854 venne affiancato da un campanile e nel 1893 venne rifatta la facciata. L'edificio venne gravemente danneggiato dai bombardamenti della prima guerra mondiale, e venne quindi ricostruito leggermente più grande. |
|         |         | Chiesa di Santa Maria del Carmine, o del Monte Carmelo                         | Documentata XIII secolo, edificio odierno XVII secolo | Rovereto, via Benacense 45°53′01.86″N 11°02′29.5″E                       | Parrocchiale. Una prima chiesa dedicata a Santa Maria esisteva già probabilmente alla fine del XIII secolo; essa venne ricostruita entro il 1334 e dedicata alla Madonna del Monte Carmelo. Nel primo decennio del Quattrocento vennero aggiunte la sagrestia e la cappella di Santa Dorotea, nella prima metà del Cinquecento venne edificato il chiostro e nel 1657-58 venne eretto il campanile. L'edificio venne quasi totalmente abbattuto e ricostruito tra il 1674 e il 1694; tra il 1750 e il 1759 venne rifatta la facciata e rialzato il campanile. La chiesa dovette essere sottoposta a restauro sia nel 1945-53, per riparare ai danni di una bomba esplosa durante la seconda guerra mondiale, sia nel 1979-81, per rinsaldare la struttura indebolita da un terremoto nel 1976. |
|         |         | chiesa della Beata Maria Vergine delle Grazie                                  | XVIII secolo                                          | Rovereto, via Grazie 45°53′25.12″N 11°02′06.1″E                          | Costruita nel 1728-30; subì danni durante entrambe le guerre mondiali, seguiti da relativi restauri. |
|         |         | Chiesa di Santa Maria del Suffragio, o della Beata Maria Vergine del Suffragio | XVIII secolo                                          | Rovereto, piazza del Suffragio 45°53′13.7″N 11°02′38.42″E                | Costruita nel 1739-43 su commissione della confraternita di Santa Maria del Suffragio (che aveva sede prima nella chiesa di San Tommaso); interventi decorativi e di completamento vennero portati avanti fino all'inizio del Novecento. Danneggiata e depredata durante la prima guerra mondiale, venne poi restaurata. |
|         |         | Chiesa della Beata Maria Vergine di Loreto                                     | XVIII secolo                                          | Rovereto, via Loreto 45°53′25.59″N 11°02′35.67″E                         | La chiesa originaria venne costruita nel 1688-89 per iniziativa della confraternita di San Rocco e San Sebastiano, e nel 1713-16 venne affiancata da un ospedale. Nel 1737-41 l'edificio viene ricostruito. |
|         |         | Chiesa di San Martino                                                          | Fondata XIV secolo, edificio odierno XVIII secolo     | Noriglio, via Chiesa San Martino 45°53′00.7″N 11°04′11.8″E               | Parrocchiale. Una prima cappella sorse tra il 1319 e il 1366 nel luogo ora occupato dalla scuola elementare, anno in cui viene citata per la prima volta. Nel XVIII questa struttura era ormai fatiscente e troppo piccola per l'accresciuta popolazione locale, e venne quindi abbattuta; la nuova chiesa venne edificata tra il 1776 e il 1782, e dotata di sagrestia entro il 1820; l'edificio venne sottoposto a restauro nel 1919-20, per riparare i danni causati dai bombardamenti nella prima guerr mondiale che avevano comportato il crollo del tetto e della volta della navata. |
|         |         | Chiesa dei Santi Martiri Anauniesi                                             | XX secolo                                             | Lizzana, via Livenza 45°52′05.45″N 11°01′46.57″E                         | Chiesa del complesso del centro pastorale di Lizzana, costruito nel 1992-95. |
|         |         | Chiesa dei santi Michele e Gabriele, o di Sant'Antonio di Padova               | XVIII secolo                                          | Borgo Sacco, via Zotti 45°53′08.12″N 11°01′20.72″E                       | Costruita tra il 1736 e il 1743 assieme all'annesso convento di monache agostiniane, in origine era intitolata a san Tommaso di Villanova; venne ampliata nelle forme attuali nel 1750-55 e nel 1784 venne ridedicata a sant'Agostino, ma nello stesso anno il convento venne soppresso per effetto dei decreti giuseppini, e la chiesa cadde quindi in stato d'abbandono. Venne restaurata tra il 1840 e il 1854 e ridedicata a sant'Antonio di Padova. Nel 1993 venne chiusa al culto e dal 2009 venne riaperta e data in concessione alla comunità ortodossa russa, che la portò all'intitolazione attuale. |
|         |         | Oratorio del Redentore                                                         | XVII secolo                                           | Rovereto, via della Terra 45°53′15.18″N 11°02′42.5″E                     | Costruito tra il 1653 e il 1667, ampliato con il presbiterio tra il 1712 e il 1724. Nel 1812 venne aggiunto il campanile. |
|         |         | Chiesa della Regina Pacis                                                      | XX secolo                                             | Monte Zugna 45°48′22.7″N 11°03′32.01″E                                   | Situata presso il rifugio Zugna, costruita e curata dal gruppo ANA di Lizzana. |
|         |         | Chiesa di San Rocco                                                            | XVII secolo                                           | Rovereto, corso Bettini 45°53′49″N 11°02′35.93″E                         | Costruita nel 1633-42 come ex voto per l'epidemia di peste del 1630, al posto di una preesistente edicola votiva; la dedicazione originale era alla Madonna, a San Rocco e San Sebastiano, a San Carlo e agli Angeli custodi. La chiesa era affiancata da un convento di padri riformati, poi soppresso dagli editti giuseppini negli anni 1780. Nel 1946-52 venne ricostruita la facciata. La chiesa fu parrocchiale dal 1986 fino al 2003, quando la sede passò alla nuova chiesa di San Giuseppe. |
|         |         | Chiesa di San Rocco                                                            | XV-XVI secolo                                         | Saltaria 45°53′47.1″N 11°04′03.5″E                                       | La data di costruzione è ignota, ma certamente una prima cappella sorse tra il 1470 e il 1558, anno della consacrazione (forse verso il 1500); venne ampliata nelle forme attuali nel 1650-52 come ex voto per l'epidemia di peste del 1631. |
|         |         | Chiesa della Sacra Famiglia                                                    | XX secolo                                             | Rovereto, piazzale De Francesco 45°53′41.33″N 11°02′20.42″E              | Una prima chiesa in legno sorse sul posto tra il 1958 e il 1962; nel 1970-72 venne sostituita dall'edificio attuale. |
|         |         | Chiesa della Santissima Trinità                                                | Fondata XIII secolo, edificio odierno XVIII secolo    | Borgo Sacco, piazza della Manifattura 45°53′00.7″N 11°01′15.2″E          | Una prima chiesa venne costruita probabilmente durante il XIII secolo; entro il 1729 l'edificio venne ricostruito per iniziativa della famiglia Fedrigotti e del comune di Borgo Sacco. |
|         |         | Chiesa della Beata Vergine Maria Ausiliatrice, o di Santa Maria Ausiliatrice   | XVIII secolo                                          | Lizzana, località "all'Ischia", via del Garda 45°52′01.38″N 11°00′36.9″E | Costruita nel 1707 dalla famiglia Fontana. |
|         |         | Chiesa della Visitazione della Beata Vergine Maria                             | XVIII secolo                                          | Moietto 45°53′43.26″N 11°05′11.07″E                                      | Costruita tra il 1735 e il 1738; il campanile venne aggiunto nel 1777. |

## Cappelle
| Esterno | Interno | Nome                                                                 | Periodo storico        | Ubicazione                                                   | Informazioni |
| ------- | ------- | -------------------------------------------------------------------- | ---------------------- | ------------------------------------------------------------ | --- |
|         |         | Cappella di Sant'Andrea                                              | XIX secolo             | Marco, via della Ruina Dantesca 45°50′41.24″N 11°00′43.2″E   | Cappella cimiteriale, costruita nel 1888. |
|         |         | Cappella di Sant'Anna                                                | XVIII secolo           | Lizzana, strada degli Artiglieri 45°52′04.67″N 11°02′17.44″E | Costruita nel 1773 all'interno del podere di tal Daniele Marini; dal 2015 è di proprietà del comune di Rovereto. |
|         |         | Cappella di Sant'Antonio, o cappella del beato Adelpreto             | XVIII secolo           | Rovereto, corso Bettini 45°53′47.9″N 11°02′36.1″E            | Costruita tra il 1715 e il 1731 sul luogo in cui, secondo la tradizione, il principe vescovo di Trento Adelpreto II venne attaccato da alcuni esponenti dei feudatari, guidati da Aldrighetto di Castelbarco; nella prima metà del Novecento venne cambiata l'intitolazione, dedicando la struttura a sant'Antonio di Padova. |
|         |         | Cappella di Sant'Antonio                                             | XVIII secolo           | Rovereto, via delle Fosse 45°53′20.69″N 11°02′46.69″E        | Edificata nel 1731 nelle pertinenze di palazzo Gentilini, già San Nicolò. |
|         |         | Cappella del Crocifisso                                              | XX secolo              | Lizzana, via Piave 45°52′06.26″N 11°01′54.39″E               | Costruita nel 1920-22 a memoria dei cittadini di Lizzana caduti durante la prima guerra mondiale. |
|         |         | Cappella del Crocifisso                                              | XIX secolo             | Rovereto, via Sabbioni 45°53′53.13″N 11°02′15.99″E           | Cappella del cimitero di San Marco, costruita nel 1881. |
|         |         | Cappella (o chiesetta) della Madonna dell'Aiuto, o dell'Ausiliatrice | XVIII secolo           | Vallunga, via Monte Pipel 45°53′51.53″N 11°03′18.4″E         | Cappella privata situata sui terreni di Maso Micheli (o "Mas a la cesota"), citata nel 1708 e benedetta nel 1738. |
|         |         | Cappella di Maria Rifugio dei Peccatori, o Refugium Peccatorum       | XVIII secolo           | Rovereto, viale Trento 45°54′11.78″N 11°02′21.83″E           | Cappella del giardino di villa Bridi de Probizer, costruita tra il 1828 e il 1830 e benedetta l'anno seguente. |
|         |         | Cappella della Beata Maria Vergine                                   | Documentata XIX secolo | Lizzana, via del Perer 45°52′15.11″N 11°01′44.15″E           | Cappella cimiteriale, attestata nel 1870. |
|         |         | Cappella del Santo Sepolcro, o del Cristo Morto                      | XIX secolo             | Lizzana, largo San Floriano 45°51′58.22″N 11°02′01.42″E      | Costruita nel 1824-26 come punto terminale di una via Crucis; nel 1869 la struttura venne ampliata verso est. |
|         |         | Cappella del Santo Sepolcro                                          | XVIII secolo           | Rovereto, via Madonna del Monte 45°52′45.69″N 11°02′28.27″E  | Eretta tra il 1717 e il 1735 come punto terminale di una via Crucis. |

## Chiese sconsacrate o scomparse
| Esterno | Interno | Nome                                                          | Periodo storico | Ubicazione                                                         | Informazioni |
| ------- | ------- | ------------------------------------------------------------- | --------------- | ------------------------------------------------------------------ | --- |
|         |         | Chiesa di Santa Barbara                                       | XV secolo       | Rovereto                                                           | Era una piccola chiesa cimiteriale, eretta nel Quattrocento e situata non distante dalle chiese di Sant'Osvaldo e San Tommaso; venne abbattuta nel 1785, a seguito delle disposizioni giuseppine. |
|         |         | Cappella del Buon Pastore                                     | XIX secolo      | Rovereto, via Prati 45°53′30.65″N 11°02′10.06″E                    | Parte del complesso dell'ex casa circondariale di Rovereto; la struttura è stata costruita nel 1883, su modello del carcere di Trento. |
|         |         | Chiesa di Santa Croce                                         | XVIII secolo    | A sud del Leno, nella regola comunale di Lizzana                   | Costruita verso il 1761 assieme a un monastero di terziarie carmelitane; l'intero complesso venne raso al suolo nel 1915, poiché la posizione era considerata militarmente strategica. |
|         |         | Cappella del Crocifisso                                       | XIX secolo      | Rovereto, cimitero di Santa Maria 45°52′51.62″N 11°02′08.45″E      | Cappella cimiteriale, edificata nel 1862-64 su progetto di Alessandro Cervi; in gran parte distrutta da un bombardamento il 28 gennaio 1945, i resti sono stati consolidati nel 1955. |
|         |         | Chiesa di San Giuseppe                                        | XVII secolo     | Rovereto, vicolo San Giuseppe 45°53′18.33″N 11°02′45.46″E          | Edificata per conto della Confraternita di San Giuseppe, forse nel 1680, venne arricchita più volte nel secolo successivo. |
|         |         | Chiesa di Sant'Ilario                                         | XII secolo      | Ischia-Sant'Ilario, via Nazionale 45°54′45.27″N 11°02′39.72″E      | Costruita insieme ad uno spedale verso la fine del XII secolo; verso il 1630 divenne cappella privata di una famiglia nobiliare, e successivamente è stata sconsacrata. |
|         |         | Chiesa della Madonna dell'Aiuto, o della Madonna Ausiliatrice | XVIII secolo    | Rovereto, piazza Malfatti 45°53′16.59″N 11°02′41.09″E              | Costruita nel 1724, ora sconsacrata. |
|         |         | Chiesa di San Nicolò                                          | XV secolo       | Borgo Sacco, piazza Filzi 45°53′05.25″N 11°01′04.35″E              | Costruita nel 1479; è stata sconsacrata e serve ora come sede della circoscrizione. |
|         |         | Chiesa di Sant'Osvaldo                                        | XVIII secolo    | Rovereto, via Santa Maria 45°53′07.97″N 11°02′42.4″E               | Costruita nel 1791 su commissione di tal Osvaldo Candelpergher (al posto di una chiesa di Santa Barbara attestata nel Quattrocento e distrutta nel 1790), venne sconsacrata già nel periodo asburgico; dopo anni di degrado, è stata sottoposta a restauro terminato verso il 2015 ed è ora sede di eventi culturali. |
|         |         | Chiesa di San Romedio                                         | XVII secolo     | Località Fucine di Sacco 45°53′10.94″N 11°01′46.18″E               | Costruita nel 1638, per adempiere ad un voto fatto durante la peste del 1630, ma venne dedicata a san Romedio anziché a san Rocco, come il voto avrebbe voluto; tra il 1691 e il 1774 la chiesetta fu tenuta da un eremita, che viveva in una casetta adiacente. Profanata dai soldati durante la prima guerra mondiale (venne convertita, tra l'altro, in stalla), la chiesetta venne quindi sconsacrata, restaurata e poi riconsacrata nel 1925. L'edificio venne gravemente danneggiato da un bombardamento nel 1945, e poi lasciato andare in ruderi e destinato alla demolizione, che avvenne nel 1956; al suo posto sorse un altro fabbricato ad uso civile. |
|         |         | Chiesa di San Tommaso                                         | XIV secolo      | Rovereto, presso il ponte Forbato                                  | Edificata nel 1319 per volere dei Castelbarco, fu curazia della pieve di Lizzana; venne demolita nel 1787 a seguito delle disposizioni giuseppine. |
|         |         | Chiesa della Visitazione                                      | XVIII secolo    | Rovereto, lungo la strada "del Frassene", in direzione San Giorgio | Costruita nel 1740-41 assieme al convento dell'ordine della visitazione di San Francesco di Sales; venne demolita nel 1902 per far spazio al palazzo delle Regie Poste. |